# Diaspidiotus yomae
Diaspidiotus yomae är en insektsart som beskrevs av Abraham Munting 1971. Diaspidiotus yomae ingår i släktet Diaspidiotus och familjen pansarsköldlöss. Inga underarter finns listade i Catalogue of Life.